# Сакамото Ріхо
Сакамото Ріхо (яп. 坂本 理保; нар. 7 липня 1992) — японська футболістка. Вона грала за збірну Японії.

## Клубна кар'єра
У 2011 році дебютувала в «Урава Редз». В 2015 року вона перейшла до «Наґано Парсейро».

## Кар'єра в збірній
Дебютувала у збірній Японії 30 липня 2017 року в поєдинку проти Австралії.

## Статистика виступів
| Збірна Японії | Збірна Японії | Збірна Японії |
| Рік           | Матчі         | Голи          |
| ------------- | ------------- | ------------- |
| 2017          | 1             | 0             |
| Загалом       | 1             | 0             |